# Бектемисов, Анет Иманакышевич
Ане́т Иманакы́шевич Бектеми́сов (каз. Әнет Иманақышұлы Бектемісов; 15 ноября 1930 — 26 марта 2000) — советский и казахстанский государственный и общественный деятель, организатор строительного дела Казахстана. Министр Казахской ССР — Председатель Госкомитета Казахской ССР пo делам строительства в 1977—1990 годах. Лауреат Государственной премии Казахской ССР.

## Биография
Родился в 1930 году в семье Иманакыша Бектемисова и Гульчары Ахмадуллиной. Его отец Иманакыш Бектемисов долгие годы работал на руководящих должностях в Талды-Курганской области, избирался председателем Кировского и Капальского районных советов депутатов трудящихся.
В 1951 году А. Бектемисов окончил Алма-атинский техникум пищевой промышленности и поступил в Московский технологический институт пищевой промышленности на факультет промышленного строительства. В 1987 году прошёл курсы Института повышения квалификации руководителей высшего звена государственного управления Академии народного хозяйства при Совете Министров СССР в области современных методов управления, организации производства и планирования.
С 1955 году начал трудовую деятельность мастером, прорабом, затем начальником отдела Романовского специализированного СМУ. Работал начальником участка треста Донпродстрой Ростовской области. С 1958 году работал прорабом СМУ, начальником участка треста Алмаатажилстрой. С 1960 года работал помощником начальника группы капстроительства Совета Министров Казахской ССР, с 1960 года — инструктор ЦК Компартии Казахстана. С 1963 г. заведующий отделом Алма-атинского обкома партии. С 1964 по 1969 год — секретарь, второй секретарь Алма-атинского горкома партии, курировал вопросы строительства.
С 1971 по 1977 год первый замминистра строительства предприятий тяжелой индустрии Казахской ССР. С 1977 по 1990 год — Министр Казахской ССР — Председатель Госкомитета Казахской ССР no делам строительства, первый зампредседателя Госстроя республики, член Центрального Комитета Коммунистической партии Казахстана. Годы работы А.Бектемисова совпали с широкомасштабным капитальным строительством в Казахской ССР и её столице Алма-Ате.
С 1990 по 1992 год был председателем Комитета по вопросам строительства и архитектуры Верховного Совета республики. Являлся разработчиком жилищного кодекса, благодаря которому граждане Казахстана впервые получили возможность продавать и покупать квартиры..
Избирался депутатом Верховного Совета 8-го, 9-го, 11-го, 12-го созывов. Член Президиума Верховного Совета Казахской ССР.
В 1993—1997 годах работал начальником Главного финансово-административного управления, управляющий делами Департамента по работе с дипломатическими представительствами Министерства иностранных дел Республики Казаxстан, советником министра иностранных дел Республики Казахстан.
Принимал активное участие в становлении инфраструктуры МИД Казахстана.
Являлся членом президиума правления Союза архитекторов Казахской ССР. Возглавлял Федерацию футбола Казахстана, с 1968 г. являлся членом президиума Федерации футбола СССР. В 1986 г. написал книгу на казахском и русском языках «Строить экономно, эффективно, качественно».

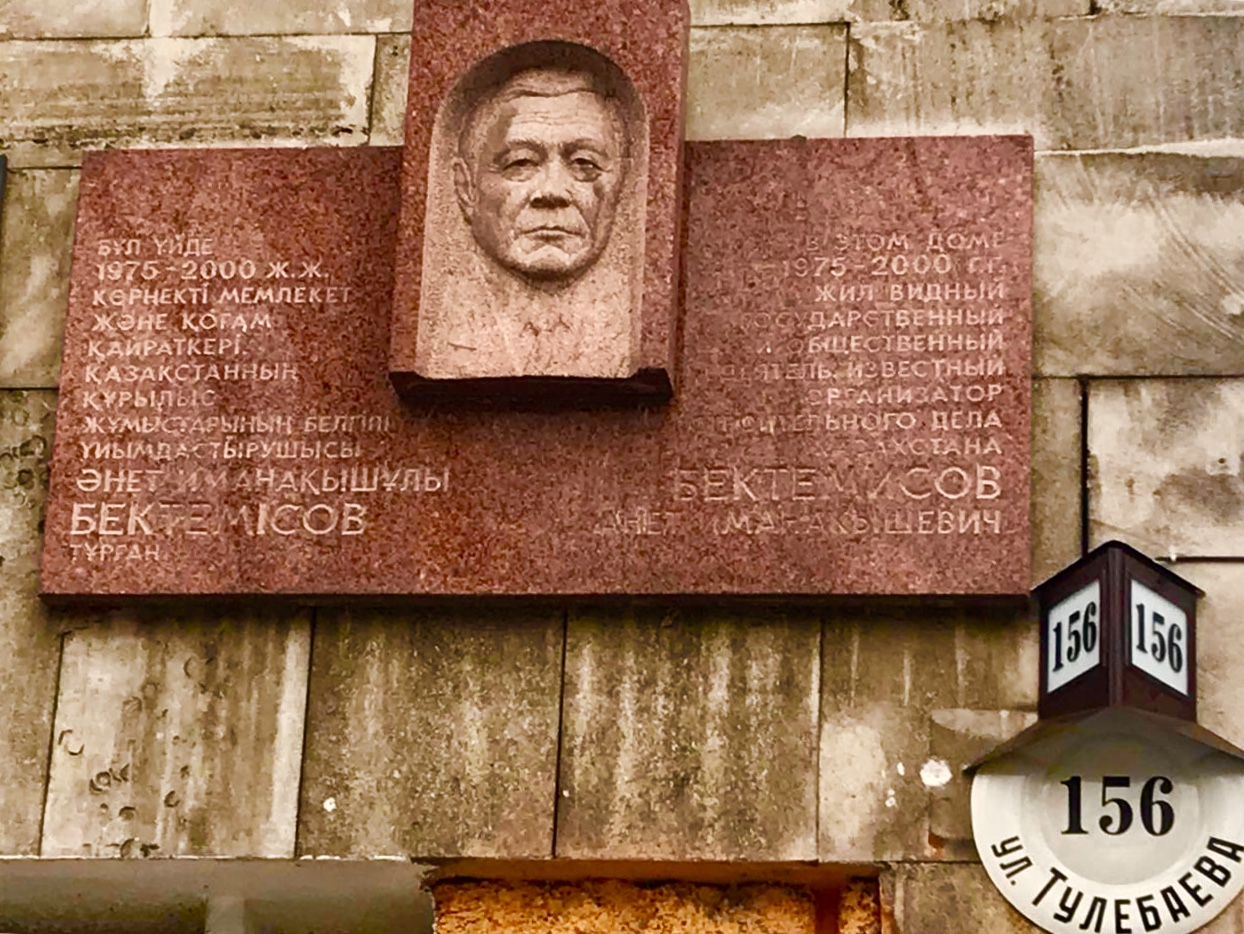
Мемориальная доска на доме, где жил А. И. Бектемисов

В 1997—2000 годах работал консультантом в АО «Кендала» и консультантом-советником по вопросам строительства треста «Алматыпромстрой».
Скончался 26 марта 2000 г. Соболезнования в связи со смертью А. Бектемисова выразил президент Казахстана Нурсултан Назарбаев. Похоронен на Кенсайском кладбище.
Решением маслихата г. Алматы одной из улиц города присвоено его имя, и установлена мемориальная доска на доме, где он проживал. В музее Алматинского экономического колледжа один из разделов посвящён выпускнику 1951 года А. И. Бектемисову.
Из воспоминаний Председателя Совета Министров Казахской ССР Узакбая Караманова:

В каждом объекте, который строился с участием А. Бектемисова, будь то гостиница „Казахстан“, театр Ауэзова, телебашня на Коктобе или жилые дома в центре Алматы, осталась частичка души и немалая доля таланта этого незаурядного человека.— У. К. Караманов, 

## Награды и звания

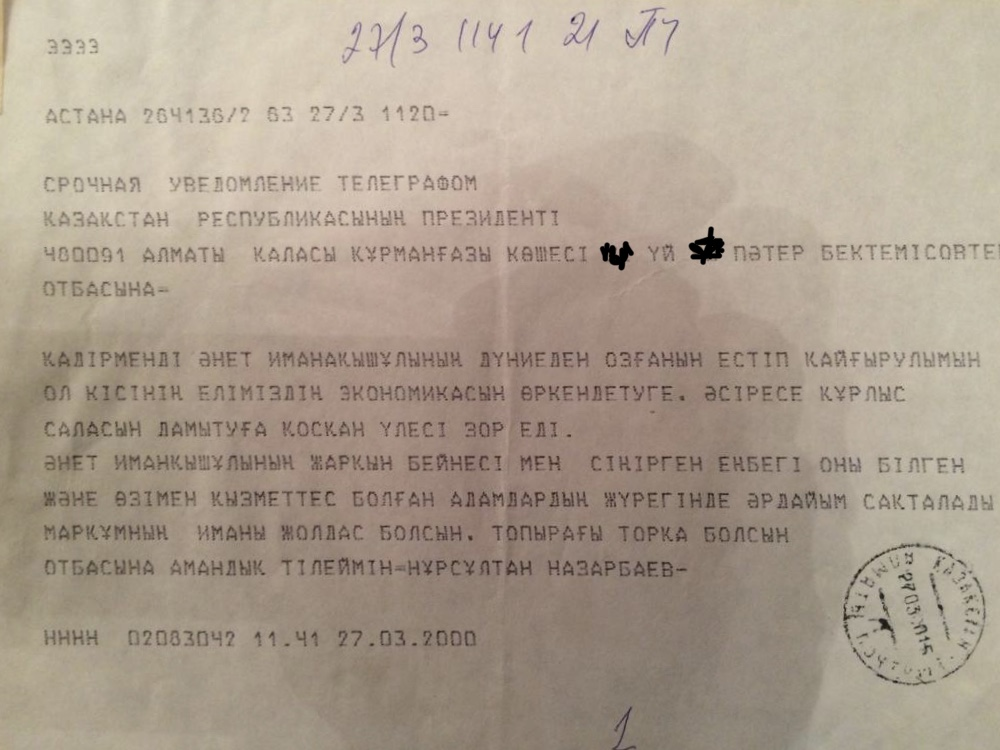
Телеграмма по случаю кончины А. Бектемисова

- Два ордена «Знак почета» (1966, 1971).
- Орден Трудового Красного Знамени (1986).
- Лауреат Государственной премии Казахской ССР (1976).
- Медаль «25 лет дипломатической службе Республики Казахстан» (2017).
- Дипломатический ранг — Советник І класса.